# Le Perthus
Pour les articles homonymes, voir Perthus.
Le Perthus [lə pɛʁtys]  (en catalan El Pertús) est une commune française située dans le sud-est du département des Pyrénées-Orientales, en région Occitanie. Sur le plan historique et culturel, la commune est dans le Roussillon, une ancienne province du royaume de France, qui a existé de 1659 jusqu'en 1790 et qui recouvrait les trois vigueries du Roussillon, du Conflent et de Cerdagne.
Exposée à un climat méditerranéen, elle est drainée par la rivière de Rome. La commune possède un patrimoine naturel remarquable composé de trois zones naturelles d'intérêt écologique, faunistique et floristique.
Le Perthus est une commune rurale qui compte 565 habitants en 2022. Ses habitants sont appelés les Perthusiens ou  Perthusiennes.

## Géographie

### Localisation
La commune du Perthus se trouve dans le département des Pyrénées-Orientales, en région Occitanie et est frontalière avec l'Espagne (Catalogne).
Elle se situe à 26 km à vol d'oiseau de Perpignan, préfecture du département, et à 10 km de Céret, sous-préfecture.
Les communes les plus proches sont : 
Les Cluses (3,2 km), L'Albère (3,3 km), Maureillas-las-Illas (5,2 km), Montesquieu-des-Albères (6,1 km), Le Boulou (7,2 km), Villelongue-dels-Monts (7,6 km), Saint-Jean-Pla-de-Corts (7,8 km), Laroque-des-Albères (8,7 km).
Sur le plan historique et culturel, Le Perthus fait partie du Vallespir, ancienne vicomté (englobée au Moyen Âge dans la vicomté de Castelnou), rattachée à la France par le traité des Pyrénées (1659) et correspondant approximativement à la vallée du Tech, de sa source jusqu'à Céret.
Sur le plan physique, le village chef-lieu est à cheval sur la frontière entre la France et l'Espagne. Le ravin de la Comtesse et la route nationale 9 le divisent en deux parties : le nord et l'ouest du village sont la commune et le village français du Perthus. L’est et le sud, anciennement appelés Els Límits et dépendant de la commune de La Jonquera, province de Gérone, s'appellent à présent El Portús depuis le 28 novembre 2002 par décision du conseil municipal (ajuntament) de La Jonquera. La partie française de l’agglomération est plus peuplée que la partie espagnole. L'‍avenue de France / avinguda Catalunya fait office de frontière séparant les deux pays, la chaussée de la RN9 proprement dite étant française et la bordure du trottoir-est étant espagnole. D'aval en amont, les bornes-frontière 574, 575 et 576 matérialisent précisément la délimitation des deux pays. La borne 577, la plus massive est située en haut de la rue de la Comtesse.
Le village est construit dans le col du même nom. Bien que le village soit situé au sud du col, il est partagé entre l'Espagne et la France afin que cette dernière garde la souveraineté sur le fort de Bellegarde qui contrôlait le passage entre les deux pays. Voir les articles col du Perthus et Col de Panissars.

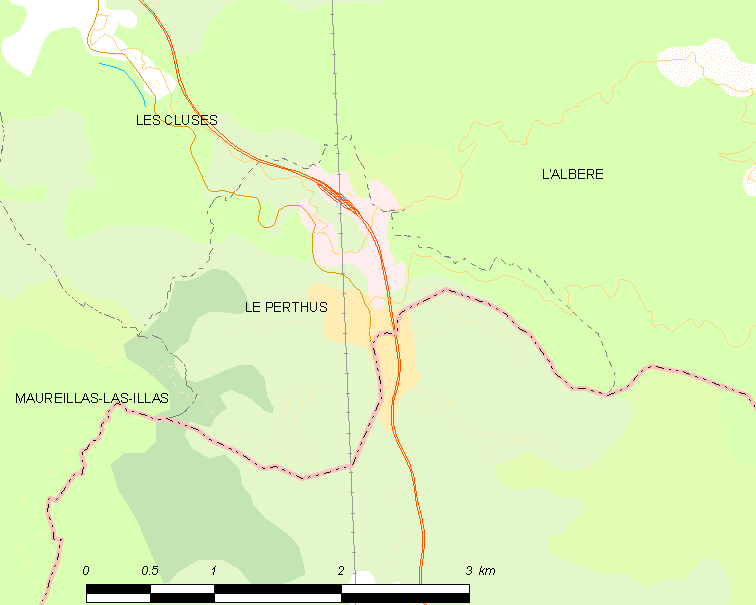
Situation de la commune.

|                      | Les Cluses            |          |
| Maureillas-las-Illas | du Perthus            | L'Albère |
|                      | La Jonquera (Espagne) |          |

### Géologie et relief
La commune est classée en zone de sismicité 3, correspondant à une sismicité modérée.

### Climat
La station météorologique de Météo-France installée sur la commune et mise en service en 1989 permet de connaître en continu l'évolution des indicateurs météorologiques. Le tableau détaillé pour la période 1981-2010 est présenté ci-après.
| Mois                                  | jan.          | fév.          | mars            | avril          | mai           | juin          | jui.            | août            | sep.         | oct.          | nov.            | déc.          | année     |
| ------------------------------------- | ------------- | ------------- | --------------- | -------------- | ------------- | ------------- | --------------- | --------------- | ------------ | ------------- | --------------- | ------------- | --------- |
| Température minimale moyenne (°C)     | 4,4           | 4,5           | 6,8             | 8,6            | 12,2          | 15,9          | 18,3            | 18,4            | 15           | 12            | 7,6             | 4,8           | 10,7      |
| Température moyenne (°C)              | 8             | 8,5           | 11,2            | 13,2           | 17,1          | 20,9          | 23,8            | 23,9            | 19,9         | 16,1          | 11,3            | 8,3           | 15,2      |
| Température maximale moyenne (°C)     | 11,6          | 12,6          | 15,7            | 17,8           | 22            | 26            | 29,3            | 29,3            | 24,8         | 20,1          | 14,9            | 11,8          | 19,7      |
| Record de froid (°C) date du record   | −5,6 08.01.09 | −6 09.02.12   | −5,2 11.03.10   | 0,6 15.04.1999 | 3 04.05.10    | 7 12.06.19    | 11,3 10.07.1993 | 10,8 29.08.1997 | 6,8 28.09.07 | 1,1 25.10.03  | −3,6 22.11.1998 | −4,5 15.12.01 | −6 2012   |
| Record de chaleur (°C) date du record | 23,5 03.01.18 | 24,8 03.02.20 | 27,1 24.03.1994 | 30,7 08.04.11  | 33,5 30.05.01 | 41,6 28.06.19 | 38 25.07.06     | 41,5 13.08.03   | 36 04.09.16  | 31,1 07.10.09 | 24,4 10.11.15   | 22,1 30.12.09 | 41,6 2019 |
| Précipitations (mm)                   | 77,7          | 66,8          | 59,2            | 81,3           | 84            | 47,9          | 26,2            | 49              | 79,4         | 109,1         | 75,5            | 95            | 851,1     |

### Milieux naturels et biodiversité
L’inventaire des zones naturelles d'intérêt écologique, faunistique et floristique (ZNIEFF) a pour objectif de réaliser une couverture des zones les plus intéressantes sur le plan écologique, essentiellement dans la perspective d’améliorer la connaissance du patrimoine naturel national et de fournir aux différents décideurs un outil d’aide à la prise en compte de l’environnement dans l’aménagement du territoire.
Une ZNIEFF de type 1 est recensée sur la commune :
le « fort de Bellegarde » (129 ha), couvrant 2 communes du département et deux ZNIEFF de type 2, : 
- « le Vallespir » (47 344 ha), couvrant 18 communes du département[11] ;
- le « massif des Albères » (10 837 ha), couvrant 10 communes du département[12].

Carte des ZNIEFF de type 1 et 2 au Perthus.
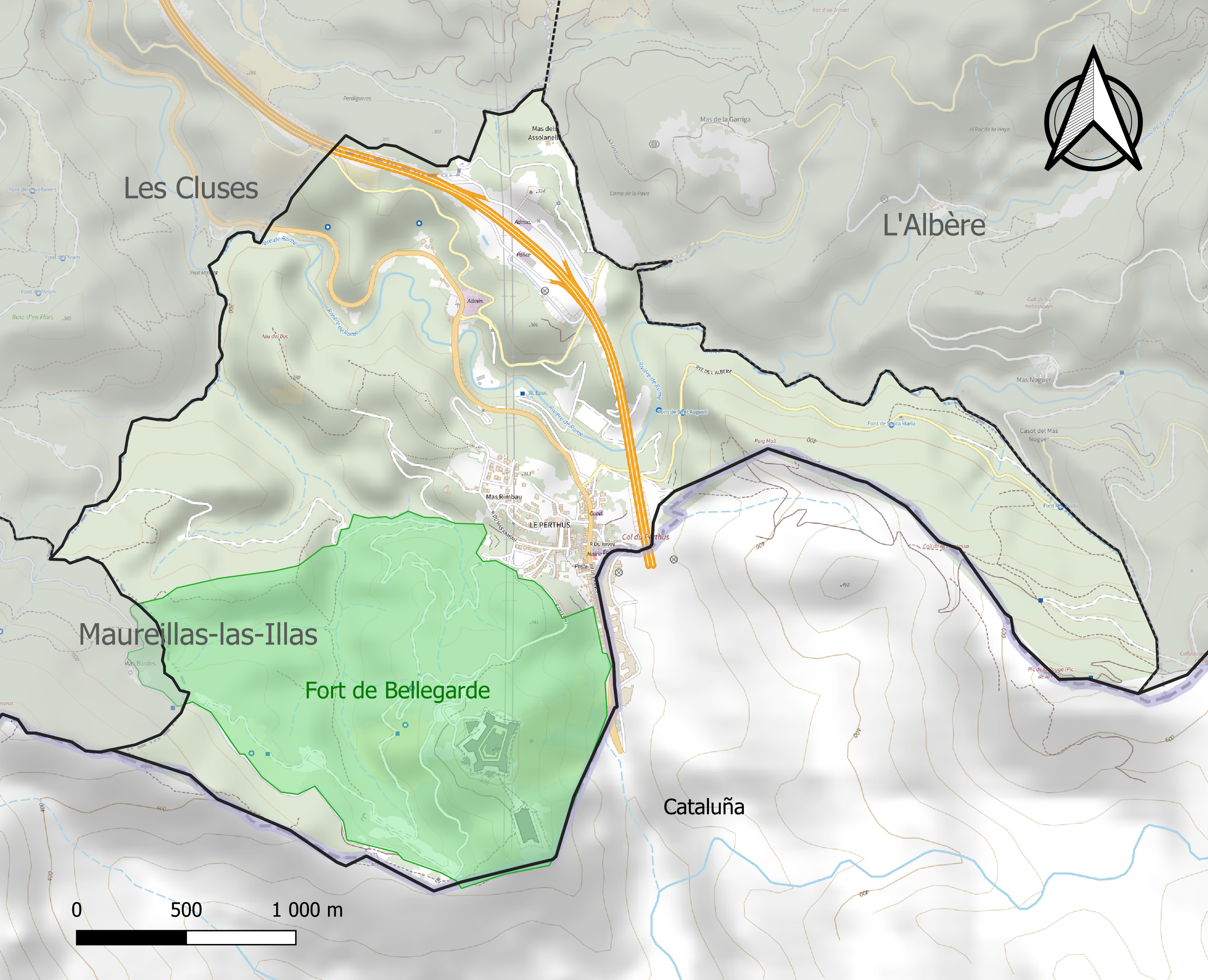
Carte de la ZNIEFF de type 1 sur la commune.
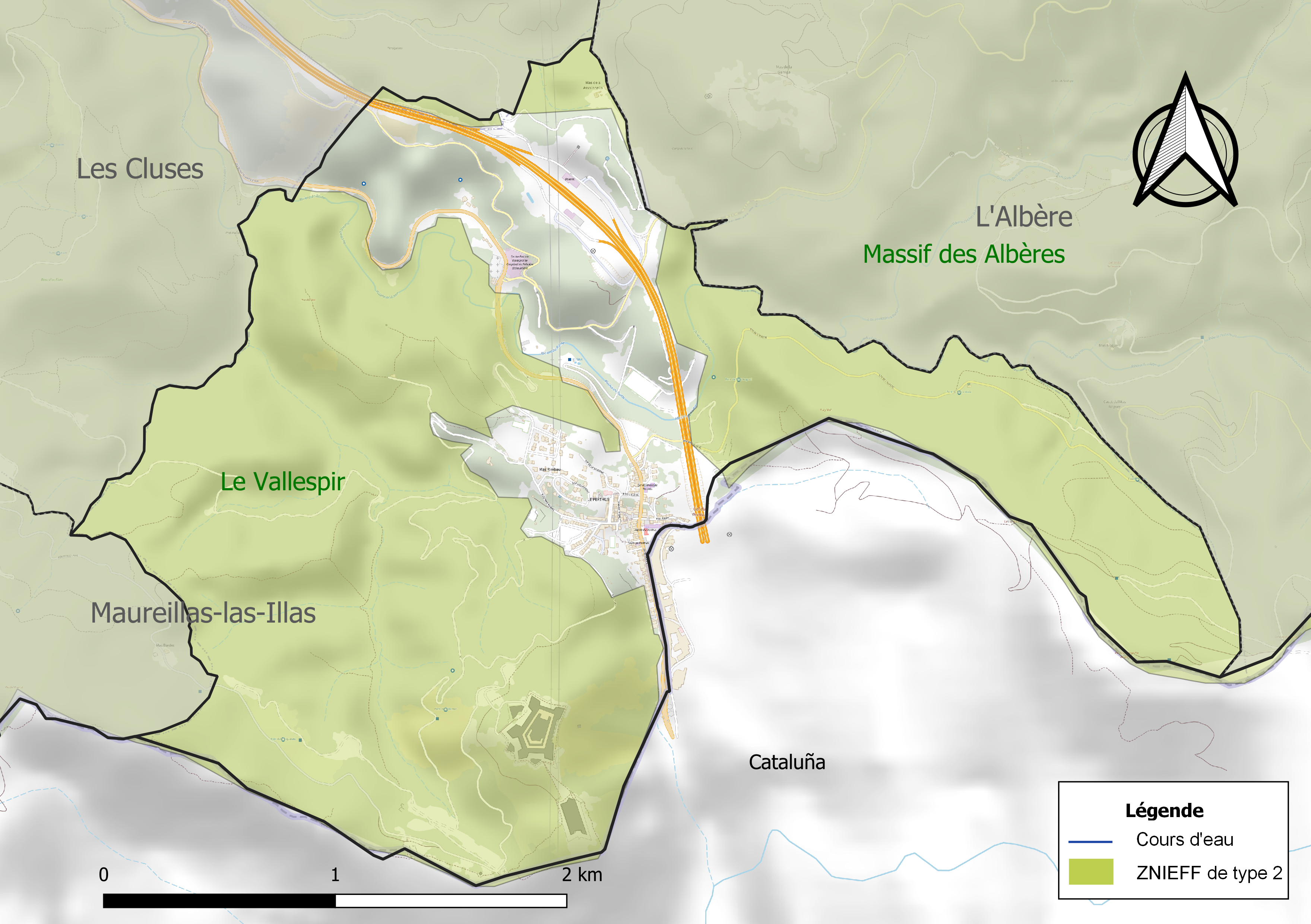
Carte des ZNIEFF de type 2 sur la commune.

## Urbanisme

### Typologie
Au 1er janvier 2024, Le Perthus est catégorisée commune rurale à habitat dispersé, selon la nouvelle grille communale de densité à sept niveaux définie par l'Insee en 2022.
Elle est située hors unité urbaine et hors attraction des villes,.

### Occupation des sols
L'occupation des sols de la commune, telle qu'elle ressort de la base de données européenne d’occupation biophysique des sols Corine Land Cover (CLC), est marquée par l'importance des forêts et milieux semi-naturels (93,2 % en 2018), en augmentation par rapport à 1990 (84,2 %). La répartition détaillée en 2018 est la suivante : 
milieux à végétation arbustive et/ou herbacée (54,6 %), forêts (38,6 %), zones urbanisées (6,8 %). L'évolution de l’occupation des sols de la commune et de ses infrastructures peut être observée sur les différentes représentations cartographiques du territoire : la carte de Cassini (XVIIIe siècle), la carte d'état-major (1820-1866) et les cartes ou photos aériennes de l'IGN pour la période actuelle (1950 à aujourd'hui).

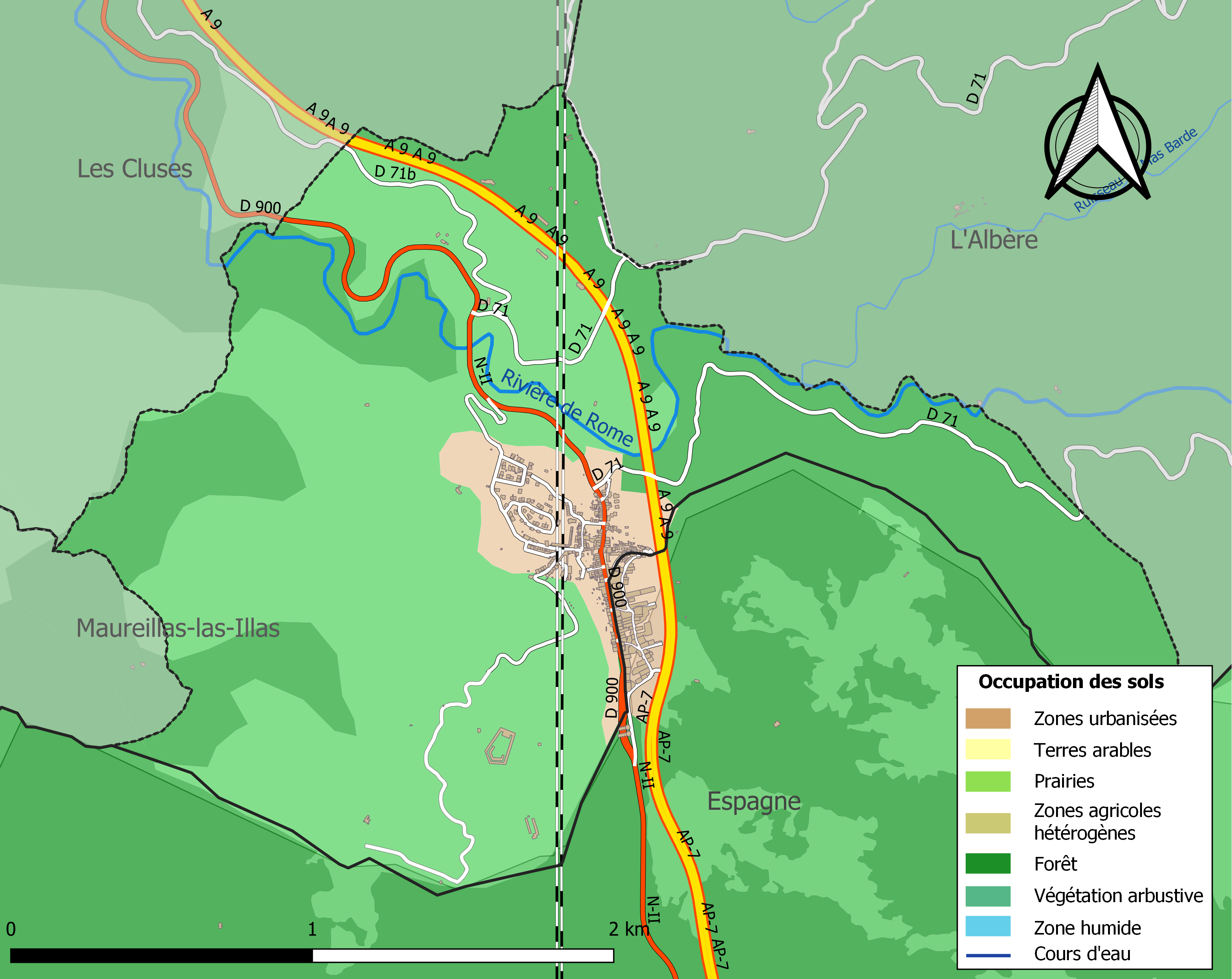
Carte des infrastructures et de l'occupation des sols de la commune en 2018 (CLC).

### Voies de communication et transports
La ligne d'autobus 533 du réseau régional liO relie la commune à la gare de Perpignan.

### Risques majeurs
Le territoire de la commune du Perthus est vulnérable à différents aléas naturels : inondations, climatiques (grand froid ou canicule), feux de forêt, mouvements de terrain et séisme (sismicité modérée). Il est également exposé à un risque technologique, le transport de matières dangereuses, et à un risque particulier, le risque radon,.

#### Risques naturels
Certaines parties du territoire communal sont susceptibles d’être affectées par le risque d’inondation par crue torrentielle de cours d'eau du bassin du Tech.
Les mouvements de terrain susceptibles de se produire sur la commune sont soit des mouvements liés au retrait-gonflement des argiles, soit des glissements de terrain, soit des chutes de blocs. Une cartographie nationale de l'aléa retrait-gonflement des argiles permet de connaître les sols argileux ou marneux susceptibles vis-à-vis de ce phénomène.

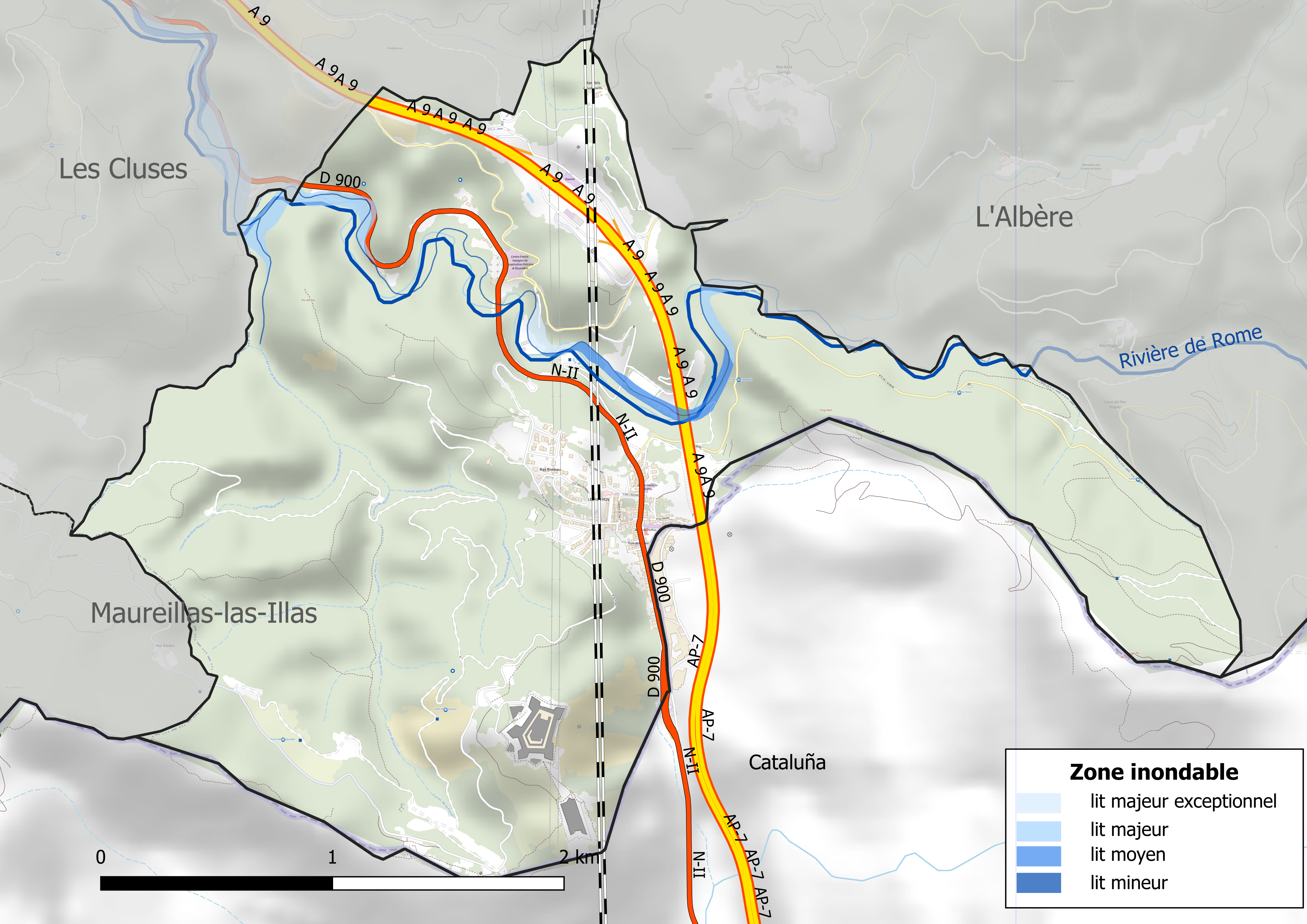
Carte des zones inondables.
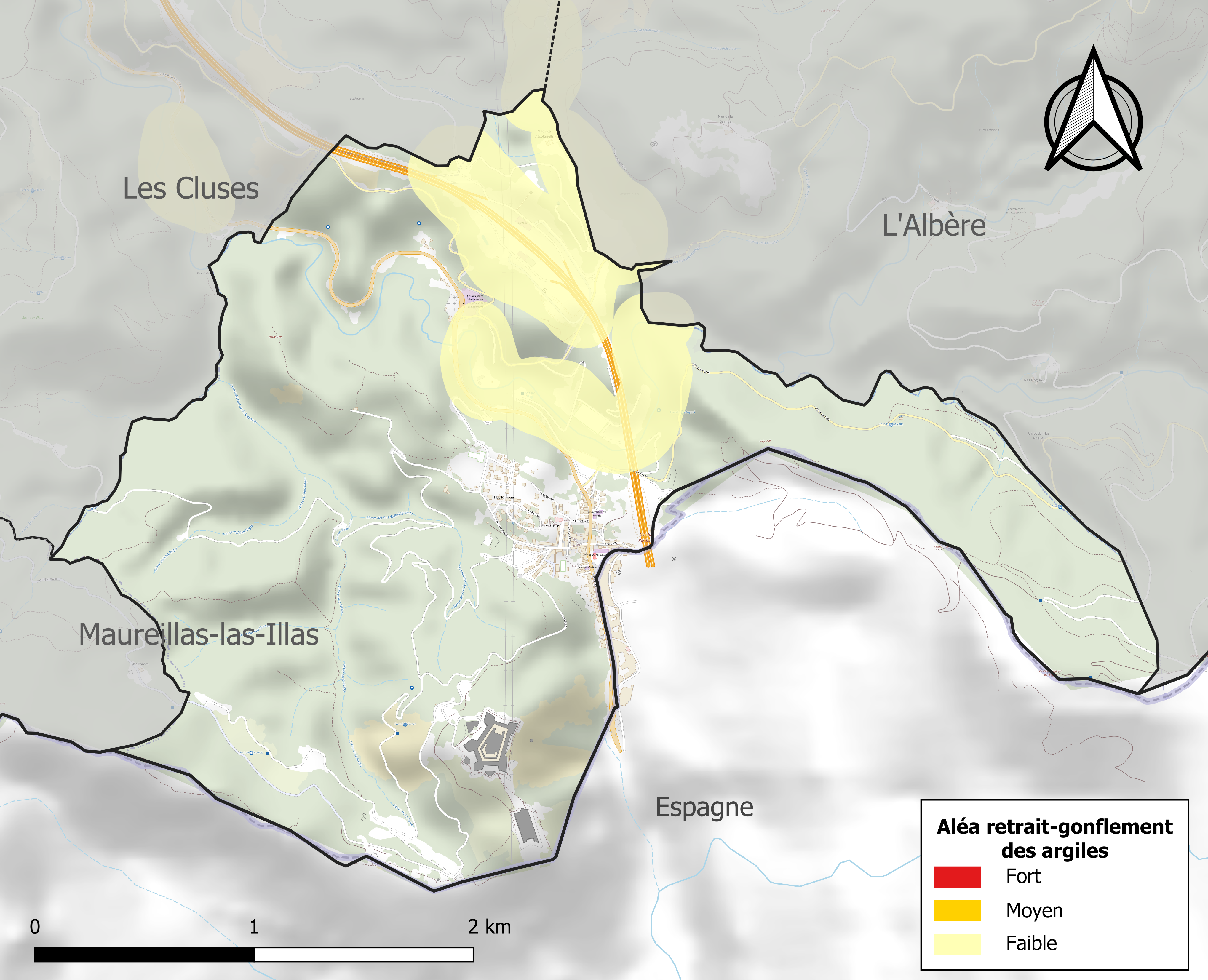
Carte des zones d'aléa retrait-gonflement des argiles.

#### Risques technologiques
Le risque de transport de matières dangereuses sur la commune est lié à sa traversée par une route à fort trafic et une ligne de chemin de fer. Un accident se produisant sur de telles infrastructures est en effet susceptible d’avoir des effets graves au bâti ou aux personnes jusqu’à 350 m, selon la nature du matériau transporté. Des dispositions d’urbanisme peuvent être préconisées en conséquence.

#### Risque particulier
Dans plusieurs parties du territoire national, le radon, accumulé dans certains logements ou autres locaux, peut constituer une source significative d’exposition de la population aux rayonnements ionisants. Toutes les communes du département sont concernées par le risque radon à un niveau plus ou moins élevé. Selon la classification de 2018, la commune du Perthus est classée en zone 3, à savoir zone à potentiel radon significatif.

## Toponymie
Les premières mentions du nom sont Pertusium en 1306 et Lo Pertus en 1343. Le sens du nom se trouve dans le latin pertusum : percement ou percée.
En catalan, le nom du village s’écrit El Pertús.

## Histoire

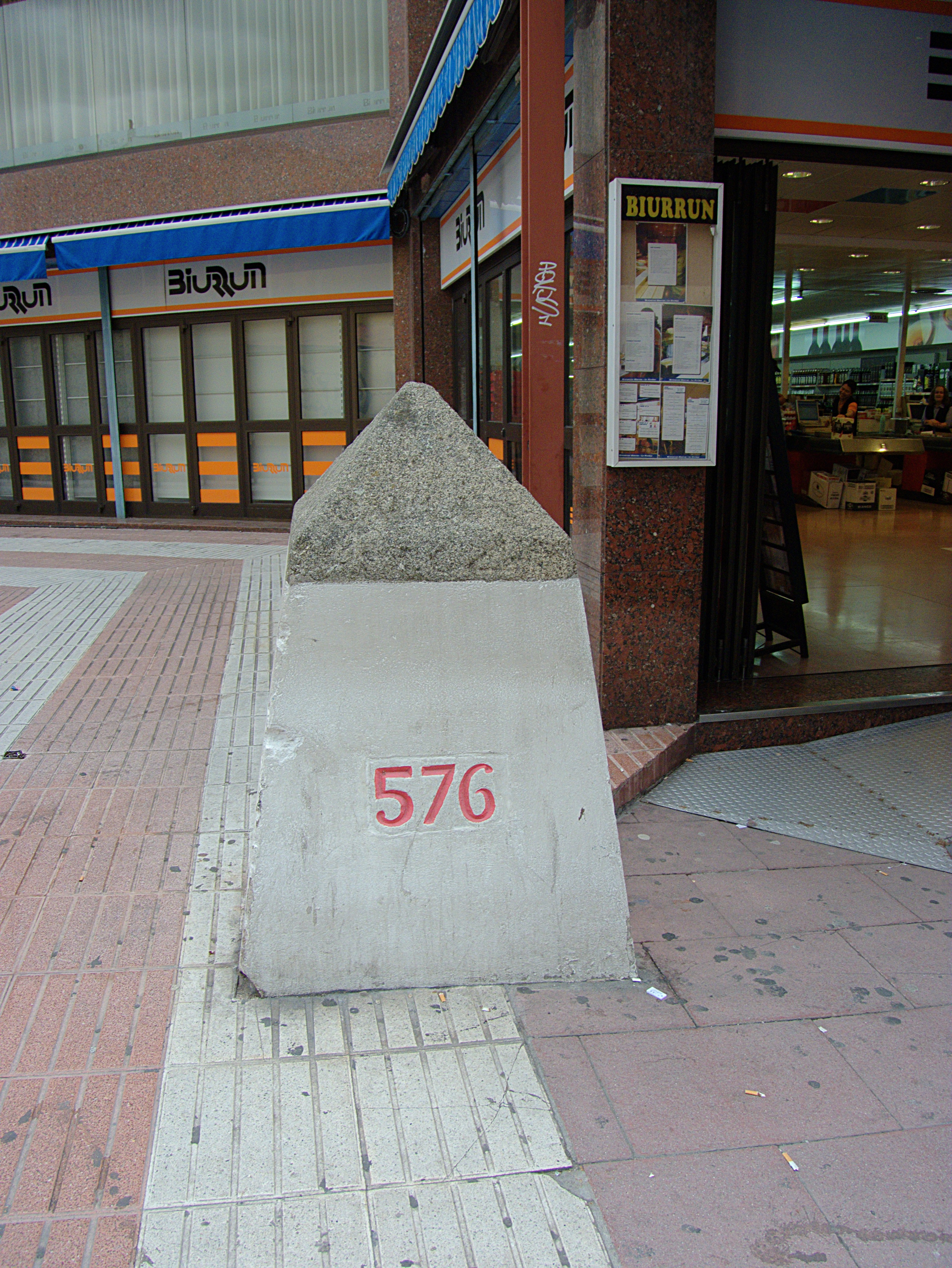
Borne pyramidale frontalière no 576.

Le village du Perthus, mentionné pour la première fois au début du XIVe siècle, est au Moyen Âge une propriété des comtes de Roussillon et d'Empúries.
Après le traité des Pyrénées en 1659, Le Perthus devient une frontière avec le royaume d'Espagne.
La commune est fondée une première fois le 1er février 1837 comme agrégation des communes des Cluses et de l'Albère sous le nom de Perthus. Devant le refus de ces deux communes d'être intégrées, ces deux communes redeviennent indépendantes dès le 29 novembre 1837. Le 29 avril 1851, un morceau de territoire est amputé à la commune des Cluses, ainsi qu'à la commune de l'Albère, afin de former, définitivement cette fois, la nouvelle commune du Perthus, d'une taille réduite de 427 ha,. Cependant, le territoire de la future commune est déjà défini dès 1848 et les élections organisées cette même année, avant même la création officielle de la commune. Le scrutin est immédiatement contesté pour divers motifs et deux des premiers élus voient leur élection invalidée en 1850 en raison de liens de parenté trop proches avec d'autres membres du conseil municipal.
En 1939, Le Perthus est l'un des points de passage du drame de la Retirada, exode massif des républicains espagnols exilés à  la suite de la guerre d'Espagne, après la chute de Barcelone et de l'arrivée au pouvoir par la force de Franco en Espagne. Depuis la dictature franquiste et la Seconde Guerre mondiale, la ville du Perthus est considérée comme étant l'un des lieux de mémoire essentiels de la Seconde République espagnole en France.
Depuis les années 1950, c'est un des points de passages importants entre la France et l'Espagne mais aussi un immense centre commercial, analogue à celui situé à La Jonquera, au sud de la frontière.
Le 22 juillet 2012, un important incendie se déclare sur le territoire de la commune, sur les versants sud et est de la colline du fort de Bellegarde, bloquant momentanément l'accès entre la France et l'Espagne.
Le 1er janvier 2014, la commune intègre la Communauté de communes du Vallespir.

## Politique et administration

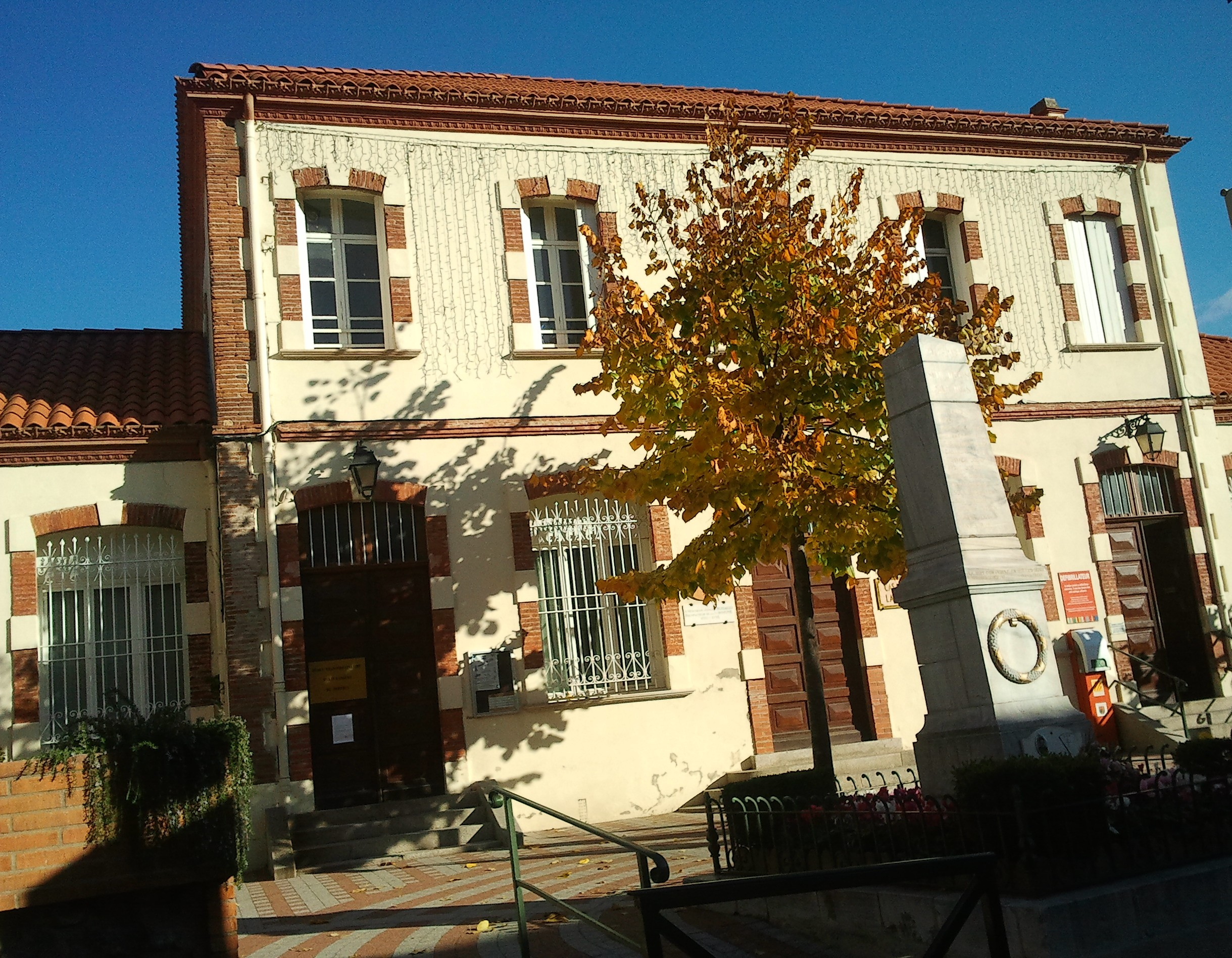
La mairie du Perthus.

### Canton
Lors de sa création définitive en 1851, la commune du Perthus est incluse dans le canton de Céret, dont elle a fait partie depuis. Les deux communes dont elle est issue étaient alors incluses dans le canton de Céret pour Les Cluses et dans le canton d'Argelès pour L'Albère. À compter des élections départementales de 2015, la commune est incluse dans le nouveau canton de Vallespir-Albères.

### Liste des maires
| Période          | Période          | Identité                   | Étiquette | Qualité                                   |
| ---------------- | ---------------- | -------------------------- | --------- | ----------------------------------------- |
|                  |                  |                            |           |                                           |
| 1851             | 1861             | Pierre Porra               |           |                                           |
| 1861             | 1863             | Sylvestre Llabour          |           |                                           |
| 1863             | 1875             | Sylvestre Massot           |           |                                           |
| 1875             | 1878             | Auguste Vinyes             |           |                                           |
| 1878             | 1878             | Sylvestre Massot           |           |                                           |
| 1878             | 1888             | Joseph Cabanes             |           |                                           |
| 1888             | 1891             | Pierre Taulère             |           |                                           |
| 1891             | 1908             | Joseph Cabanes             |           |                                           |
| 1908             | 1914             | Joseph Angry               |           |                                           |
| 1914             | 1929             | Joseph Marty               |           |                                           |
| 1929             | 1971             | Joseph Casademon           |           |                                           |
| 1971             | 1984             | Jean-Louis Nibet           |           |                                           |
| 1984             | 1989             | Albert Sève                |           |                                           |
| 1989             | 1995             | Augustin Verdaguer         |           |                                           |
| 1995             | 2008             | Michèle Vert-Nibet         |           |                                           |
| 2008             | 2014             | Claude Picas               |           |                                           |
| 2014             | 7 septembre 2015 | Albert Chiscano,           |           | Démissionne en 2015.                      |
| 13 novembre 2015 | 3 octobre 2018   | Marie-Hélène Ruart Lucquin |           | Dissolution du conseil municipal en 2018. |
| décembre 2018    | En cours         | Thierry Thadée             |           |                                           |

Le conseil des Ministres a prononcé  le mercredi 3 octobre 2018 la dissolution du conseil municipal. La commune ne disposait plus de majorité, ce qui entraînait une situation de blocage : en 2017, la commune n’avait pas été en mesure de voter son budget.

## Population et société

### Démographie ancienne
La population est exprimée en nombre de feux (f) ou d'habitants (H).
| 1358 | 1365 | 1378 | 1424 |
| ---- | ---- | ---- | ---- |
| 16 f | 16 f | 14 f | 8 f  |

### Démographie contemporaine
L'évolution du nombre d'habitants est connue à travers les recensements de la population effectués dans la commune depuis 1851. Pour les communes de moins de 10 000 habitants, une enquête de recensement portant sur toute la population est réalisée tous les cinq ans, les populations de référence des années intermédiaires étant quant à elles estimées par interpolation ou extrapolation. Pour la commune, le premier recensement exhaustif entrant dans le cadre du nouveau dispositif a été réalisé en 2004.

En 2022, la commune comptait 565 habitants, en évolution de −3,58 % par rapport à 2016 (Pyrénées-Orientales : +3,92 %, France hors Mayotte : +2,11 %).
| 1851 | 1856 | 1861 | 1866 | 1872 | 1876 | 1881 | 1886 | 1891 |
| ---- | ---- | ---- | ---- | ---- | ---- | ---- | ---- | ---- |
| 846  | 846  | 638  | 829  | 703  | 625  | 556  | 617  | 607  |

| 1896 | 1901 | 1906 | 1911 | 1921 | 1926 | 1931 | 1936 | 1946 |
| ---- | ---- | ---- | ---- | ---- | ---- | ---- | ---- | ---- |
| 562  | 592  | 553  | 548  | 412  | 448  | 469  | 500  | 589  |

| 1954 | 1962 | 1968 | 1975 | 1982 | 1990 | 1999 | 2004 | 2006 |
| ---- | ---- | ---- | ---- | ---- | ---- | ---- | ---- | ---- |
| 635  | 841  | 862  | 699  | 644  | 634  | 620  | 578  | 574  |

| 2009 | 2014 | 2019 | 2022 | - | - | - | - | - |
| ---- | ---- | ---- | ---- | - | - | - | - | - |
| 590  | 585  | 549  | 565  | - | - | - | - | - |

Note : Avant 1851, les habitants sont recensés avec L'Albère ou Les Cluses.
| selon la population municipale des années : | 1968 | 1975 | 1982 | 1990 | 1999 | 2006 | 2009 | 2013 |
| Rang de la commune dans le département      | 64   | 77   | 74   | 88   | 89   | 103  | 105  | 106  |
| Nombre de communes du département           | 232  | 217  | 220  | 225  | 226  | 226  | 226  | 226  |

### Enseignement
La partie française de la commune possède une école bilingue (français-catalan) ouverte aux enfants des deux communautés, ce qui constitue une expérience pilote en matière d'éducation. Cette école se trouve en bordure de la rue du Petit Pont ou carrer del Còrrec de les Comtesses qui sépare les deux pays.

### Manifestations culturelles et festivités
- Fête patronale : 23 au 25 août[42].

## Économie

### Revenus
En 2018, la commune compte 262 ménages fiscaux, regroupant 504 personnes. La médiane du revenu disponible par unité de consommation est de 14 940 € (19 350 € dans le département).

### Emploi
|                | 2008   | 2013   | 2018   |
| -------------- | ------ | ------ | ------ |
| Commune        | 16,2 % | 16,3 % | 23,6 % |
| Département    | 10,3 % | 12,9 % | 13,3 % |
| France entière | 8,3 %  | 10 %   | 10 %   |

En 2018, la population âgée de 15 à 64 ans s'élève à 303 personnes, parmi lesquelles on compte 72,1 % d'actifs (48,5 % ayant un emploi et 23,6 % de chômeurs) et 27,9 % d'inactifs,. Depuis 2008, le taux de chômage communal (au sens du recensement) des 15-64 ans est supérieur à celui de la France et du département.
La commune est hors attraction des villes,. Elle compte 238 emplois en 2018, contre 273 en 2013 et 339 en 2008. Le nombre d'actifs ayant un emploi résidant dans la commune est de 155, soit un indicateur de concentration d'emploi de 153,5 % et un taux d'activité parmi les 15 ans ou plus de 49,8 %.
Sur ces 155 actifs de 15 ans ou plus ayant un emploi, 67 travaillent dans la commune, soit 43 % des habitants. Pour se rendre au travail, 61,2 % des habitants utilisent un véhicule personnel ou de fonction à quatre roues, 2,6 % les transports en commun, 25 % s'y rendent en deux-roues, à vélo ou à pied et 11,2 % n'ont pas besoin de transport (travail au domicile).

### Revenus de la population et fiscalité
En 2010, le revenu fiscal médian par ménage était de 16 605 €.

### Entreprises et commerces
Durant la haute saison, on estime le nombre moyen de visiteurs quotidiens dans la rue commerciale à environ 70 000. Le Perthus est donc un site original où le calme du village contraste avec l'excitation de l'avenue commerçante.

## Culture locale et patrimoine

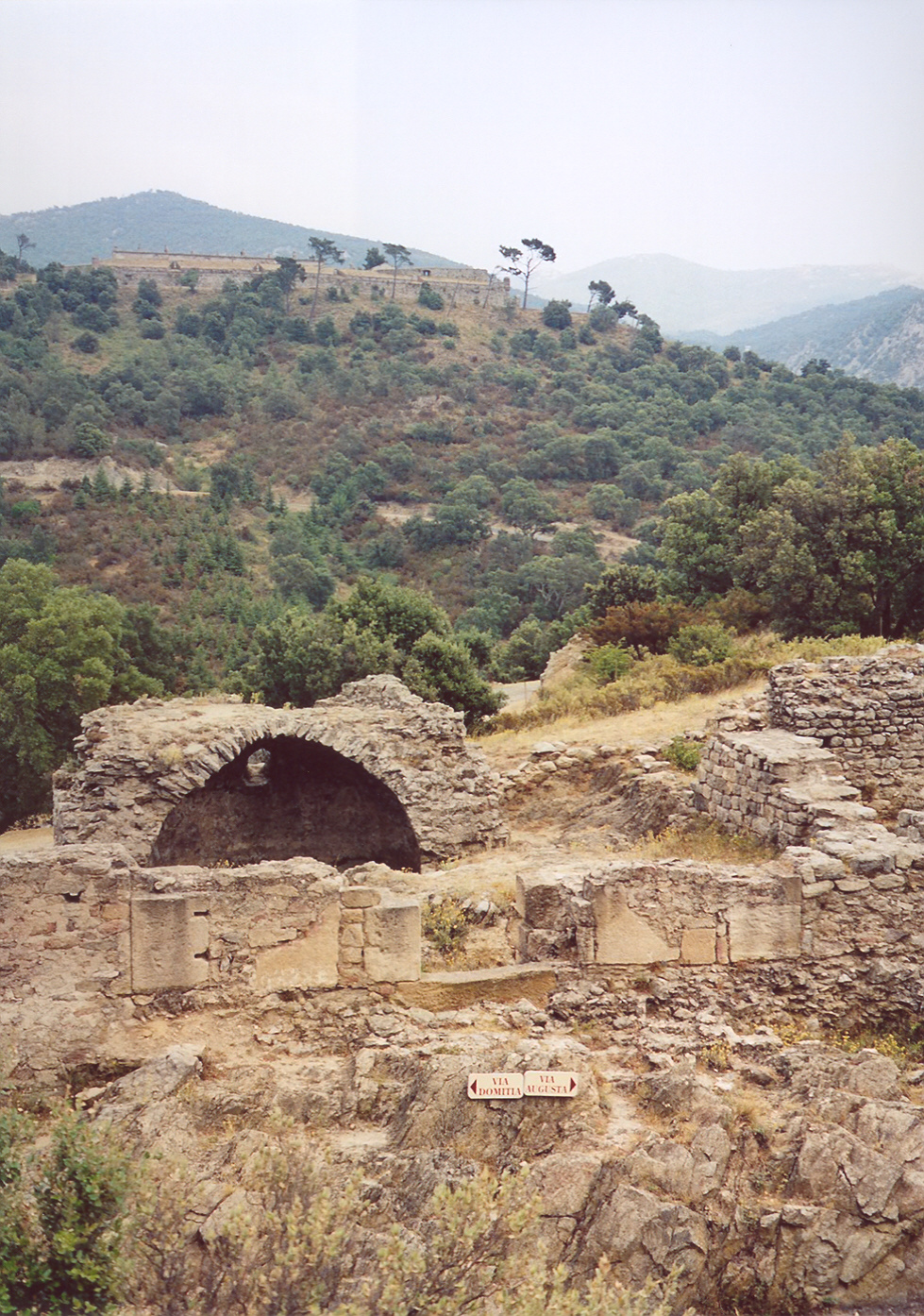
Ruines du prieuré de Panissars et fort de Bellegarde.

### Monuments et lieux touristiques
Le Perthus possède deux sites historiques importants : le fort de Bellegarde et l'espace archéologique de Panissars ayant abrité le trophée de Pompée érigé lors de son retour d'Espagne. Des bornes matérialisent la frontière franco-espagnole dans le village dont la plus visible dans l'avenue principale (avenue de France - avinguda de Catalunya) porte le numéro 576. Une autre borne pyramidale, en béton, sépare les deux pays, en amont de la rue du Petit Pont et portant le numéro 577.
- Le Fort de Bellegarde ;
- Le Col de Panissars, où se rencontrent les vias Augusta et Domitia, et l'église Sainte-Marie de Panissars (ruines);
- L'église Saint-Louis Roi du Perthus, édifice néo-gothique construit entre 1860 et 1869 ;
- Chapelle du Fort de Bellegarde du Perthus ;
- Le cimetière militaire de Panissars datant du XVIIe siècle.

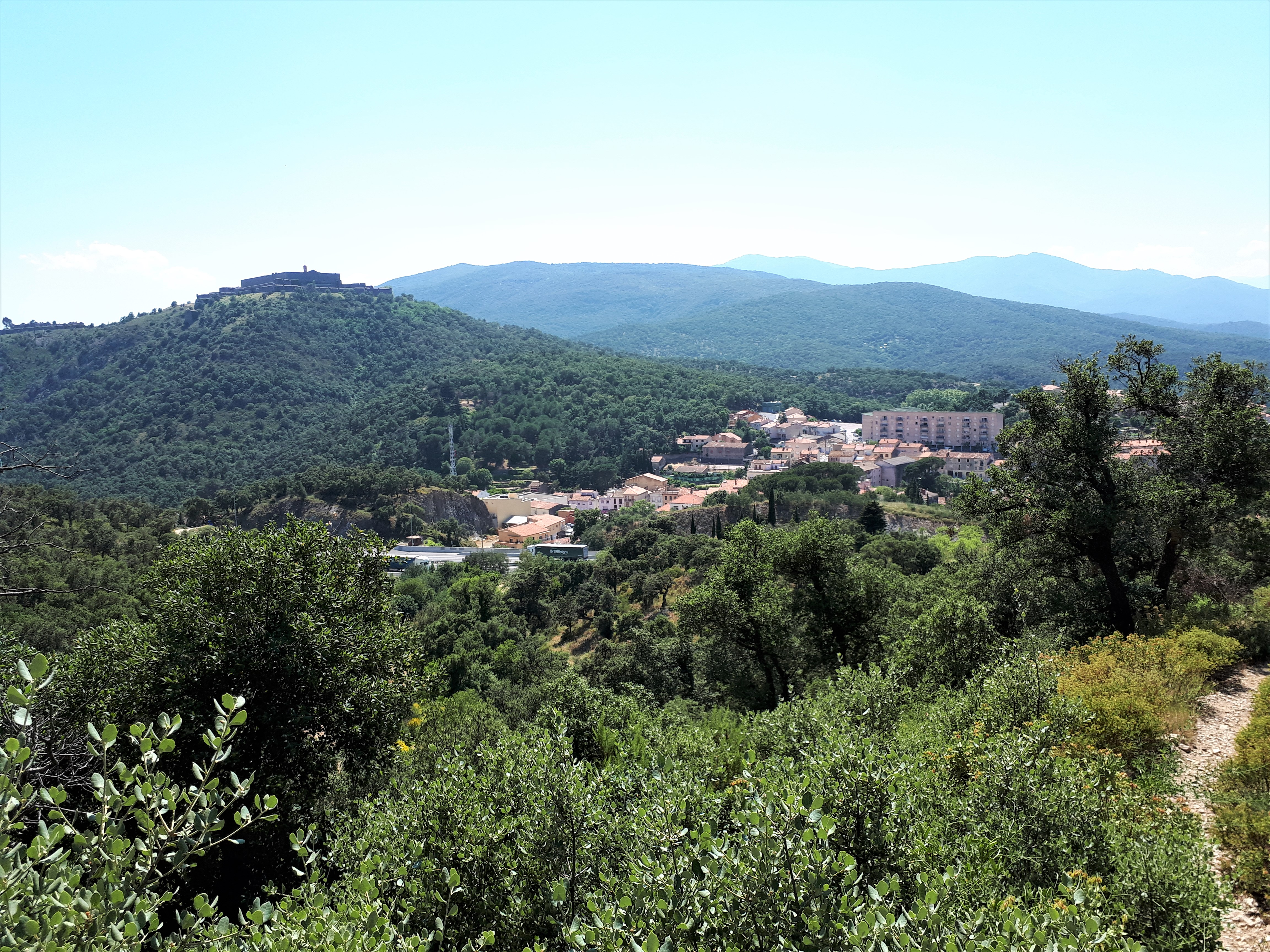
Le fort de Bellegarde au-dessus de la ville du Perthus
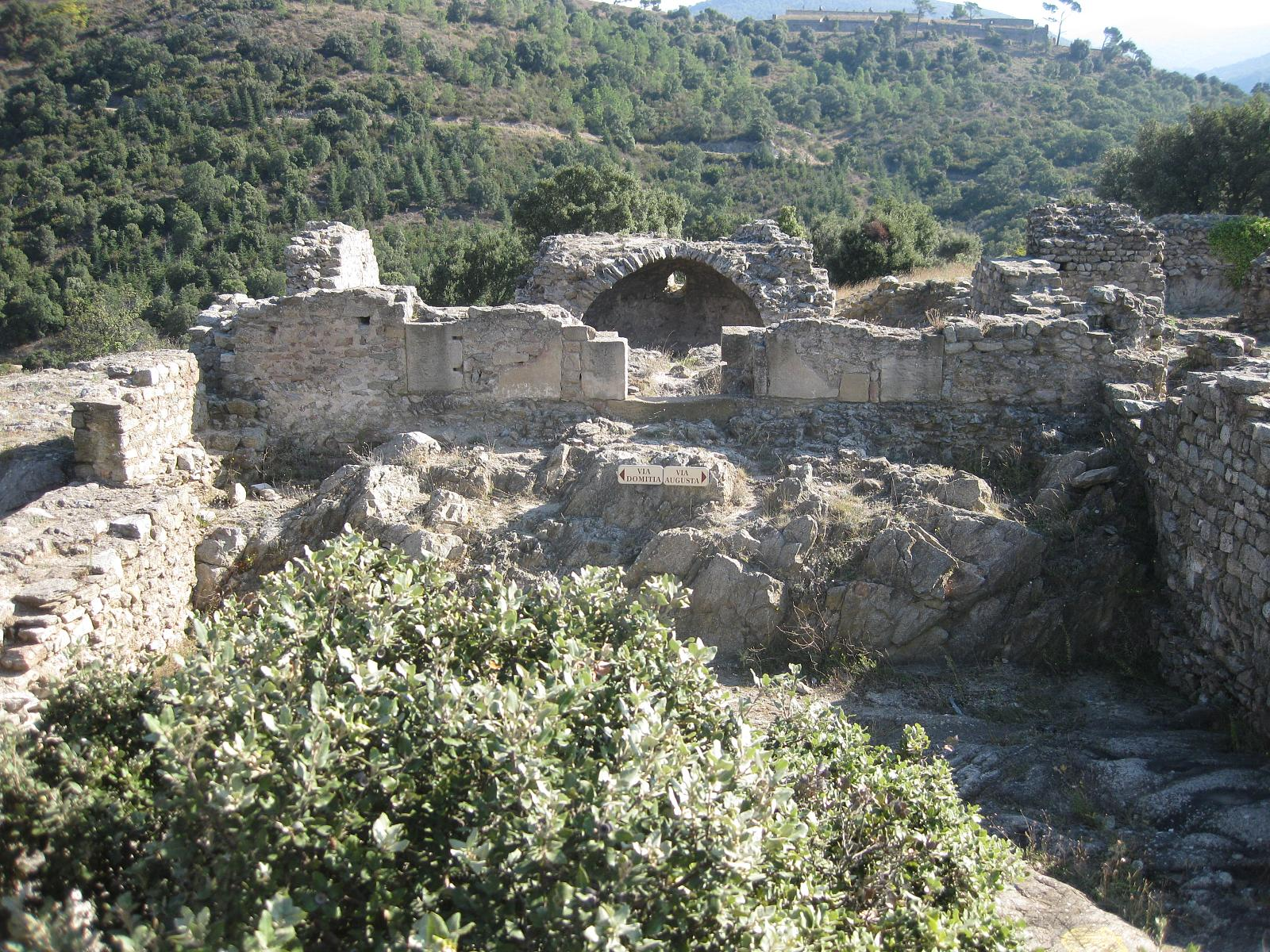
Vestiges de l'église Sainte-Marie de Panissars
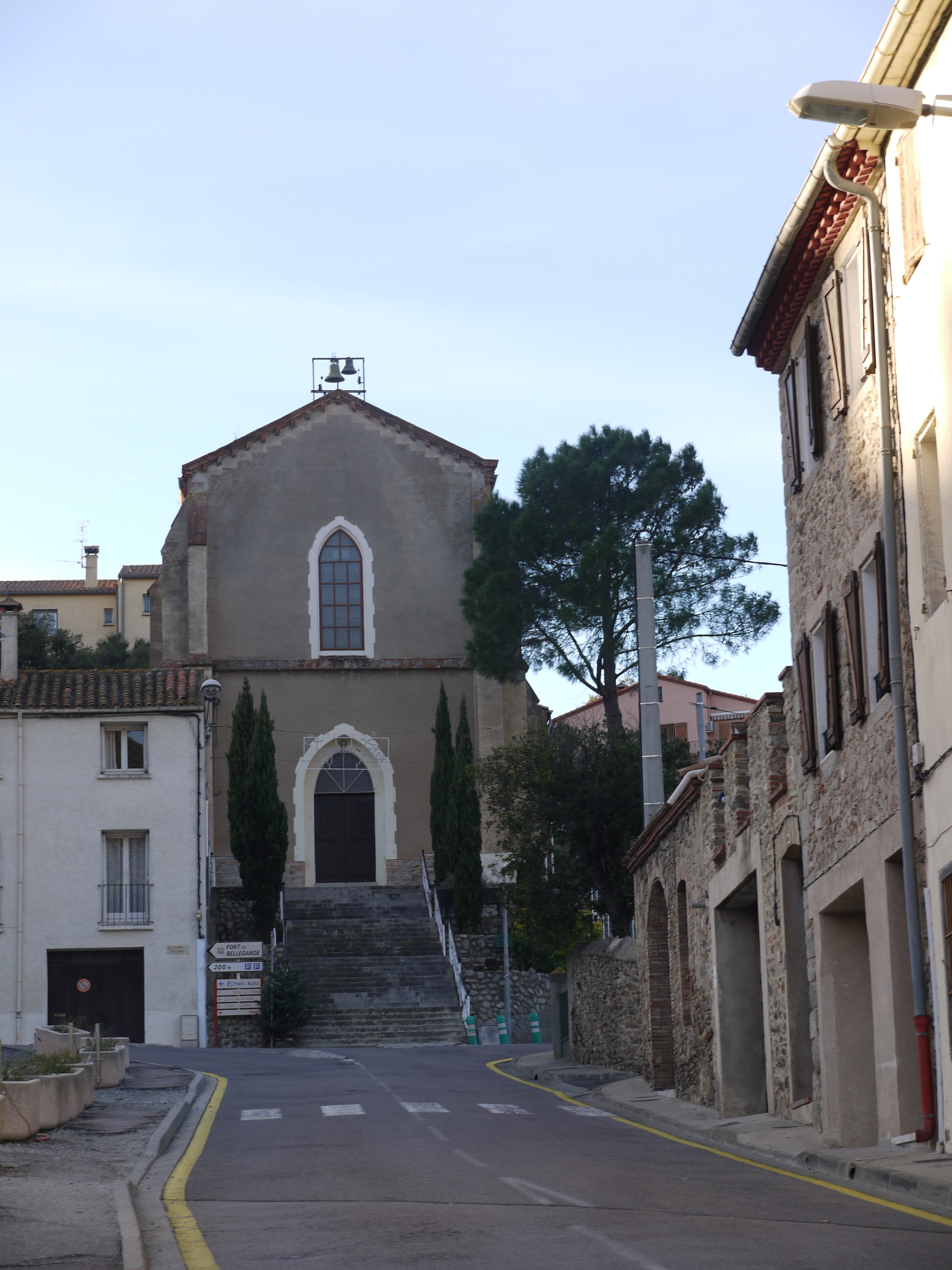
Église Saint-Louis Roi du Perthus
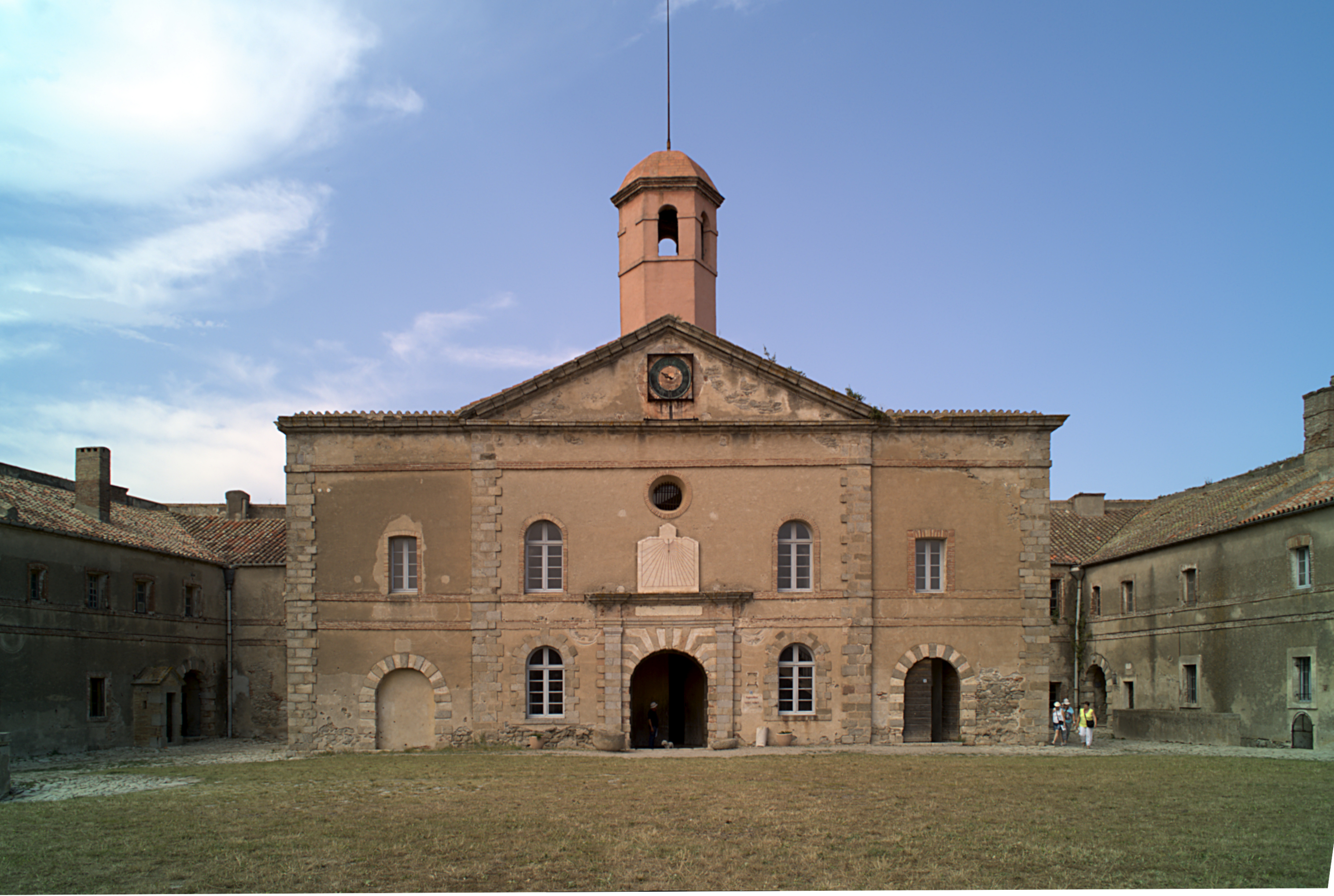
Chapelle du Fort de Bellegarde du Perthus

### Personnalités liées à la commune
- Laurent Jacquot-Defrance (1874-1909) : peintre né au Perthus ;
- Joan Tocabens (1940-) : écrivain et parolier né au Perthus ;
- Jocelyne Jocya (1942-2003) : chanteuse née au Perthus.

### Culture populaire
Dans leur spectacle « La brigade des feuilles », le duo d'humoristes Les Chevaliers du fiel font référence au Perthus, que les personnages interprétés considèrent comme une ville sainte pour les achats.

### Héraldique
|  | Blasonnement : D'or aux quatre pals de gueules chaussé de sinople, sur le tout, brochant en abyme, parti au premier d'azur à trois fleurs de lys d'or, au deuxième de gueules aux chaînes d'or posées en orle, croix et sautoir, chargées au cœur d'une émeraude au naturel. |